# United Feature Syndicate
United Feature Syndicate, parte di United Media, è una società statunitense di syndication di strisce a fumetti e colonne editoriali appartenente alla E.W. Scripps Company. Si occupa della distribuzione di 150 strisce a fumetti e colonne editoriali negli Stati  Uniti e nel mondo.
Il primo successo dello United Feature furono nel 1929 i fumetti di Tarzan. Tuttavia il più grande successo del syndicate si ebbe con i Peanuts, distribuiti dal 1950 al 2010, anno in cui i diritti di questa striscia sono stati ceduti. Un altro grande successo dello United Feature è stato Garfield, di cui ha distribuito le strisce dal 1978 al 1993.
Tra le strisce più significative pubblicate in Italia ricordiamo:
- Alley Oop
- Bloom County
- Dilbert
- Ferdinando
- Get Fuzzy
- Liberty Meadows
- Li'l Abner
- Marmaduke (conosciuto in Italia come "Sansone")
- Monty
- Opus
- Outland